# Oddział pułkownika Czerniecowa
Oddział pułkownika Czerniecowa (ros. Отряд полковника Чернецова) - ochotniczy oddział partyzancki Białych podczas wojny domowej w Rosji
W listopadzie 1917 r. antybolszewickie oddziały wojskowe nad Donem organizował ataman Kozaków dońskich gen. Aleksiej M. Kaledin. 30 listopada w Nowoczerkasku oddział partyzancki utworzył esauł Wasilij M. Czerniecow. Składał się z kadetów, gimnazjalistów, seminarzystów i uczniów szkół realnych. Początkowo stanowił jedyną realną siłę bojową gen. A. M. Kaledina. Po wyjściu z miasta wyruszył w kierunku północnym na Woroneż. Działał tam półtora miesiąca, po czym powrócił na terytorium obwodu dońskiego. W tym czasie oddział rozrósł się liczebnie. W jego skład wchodził 50-osobowy pluton pieszy, pododdział karabinów maszynowych z 2 karabinami maszynowymi, pododdział saperów i telefonistów oraz pluton junkierskiej baterii (2 działa) ppłk. Dmitrija T. Mionczinskiego przydzielony z 1 Samodzielnego Lekkiego Dywozjonu Artylerii. 15 stycznia 1918 r. partyzanci esauła W. M. Czerniecowa otrzymali rozkaz rozgonienia zjazdu bolszewickiego, jaki odbywał się w stanicy Kamienskaja. Wkrótce zajęli stację kolejową Zwieriewo, a następnie stanicę Lichaja, stanowiącą ważny węzeł kolejowy. Oddziały bolszewickie zaatakowały Zwieriewo, próbując odgrodzić czerniecowców od Nowoczerkaska. W celu obrony stacji kolejowej został skierowany pododdział oficerski, zaś główne siły esauła W. M. Czerniecowa zajęły pozycje obronne w stanicy Lichaja.  Były to sotnia por. Kuroczkina, sotnia esauła Bryłkina i sotnia sztabsrtm. Inoziemcewa. Esauł W. M. Czerniecow postanowił zająć stanicę Kamienskaja, leżącą na północ od Lichoj, aby odciągnąć oddziały bolszewickie. W połowie drogi doszło do starcia z przeciwnikiem. Oddziały Kozaków dońskich, znajdujące się w składzie wojsk bolszewickich, powstrzymały się od walki, co doprowadziło bolszewików do odwrotu. Następnego dnia partyzanci bez walki zajęli stanicę Kamienskaja. Ochotnicy utworzyli kolejną sotnię, zaś b. oficerowie kozaccy sformowali drużynę. Rozkazem atamana gen. A. M. Kaledina esauł W. M. Czerniecow został awansowany do stopnia pułkownika. Kolejny bój miał miejsce po drodze do stanicy Głubokaja. Bolszewicy zaatakowali partyzantów od tył, ale zostali rozgromieni. Stracili ponad 100 zabitych, głównie z 3 Moskiewskiego Pułku Czerwonych. Partyzanci zdobyli wagon kolejowy z pociskami artyleryjskimi i 12 karabinami maszynowymi. Ranny został por. Kuroczkin, pełniący faktycznie funkcję zastępcy płk. W. M. Czerniecowa. Po dojściu pod Głubokoj 21 stycznia doszło do walki, w wyniku której partyzanci zostali zmuszeni do odwrotu w kierunku Kamienskoj. Dopadła ich jednak kozacka konnica starsziny wojskowego Gołubowa, rozbijąjąc oddział płk. W. M. Czerniecowa. Plutonowi artylerii ppłk. D. T. Mionczinskiego udało się przedostać do stanicy Kamienskaja. Ranny w nogi płk. W. M. Czerniecow dostał się do niewoli. Podczas przenoszenia go do stanicy Głubokaja zaatakowały ocalałe resztki oddziału partyzanckiego, próbując bezskutecznie odbić swojego dowódcę. W dalszej drodze płk W. M. Czerniecow próbował zastrzelić dowódcę konwojującego go oddziału kozackiego, ale sam został zabity. 9 lutego ocaleli partyzanci weszli w skład Pułku Partyzanckiego Armii Ochotniczej.
Niektóre epizody z walk oddziału partyzanckiego płk. W. M. Czerniecowa zostały przedstawione w książce Michaiła A. Szołochowa pt. "Cichy Don".